# Villers-Saint-Sépulcre
Pour les articles homonymes, voir Villers.
Villers-Saint-Sépulcre est une commune française située dans le département de l'Oise, en région Hauts-de-France.

## Géographie
| Warluis   | Montreuil-sur-Thérain  | Bailleul-sur-Thérain |
| Abbecourt | Villers-Saint-Sépulcre | Hermes               |
| Ponchon   |                        | Berthecourt          |

### Hydrographie

#### Réseau hydrographique
La commune est située dans le bassin Seine-Normandie. Elle est drainée par le Thérain et,.
Le Thérain, d'une longueur de 94 km, prend sa source dans la commune de Gaillefontaine et se jette  dans l'Oise à Saint-Leu-d'Esserent, après avoir traversé 43 communes. 

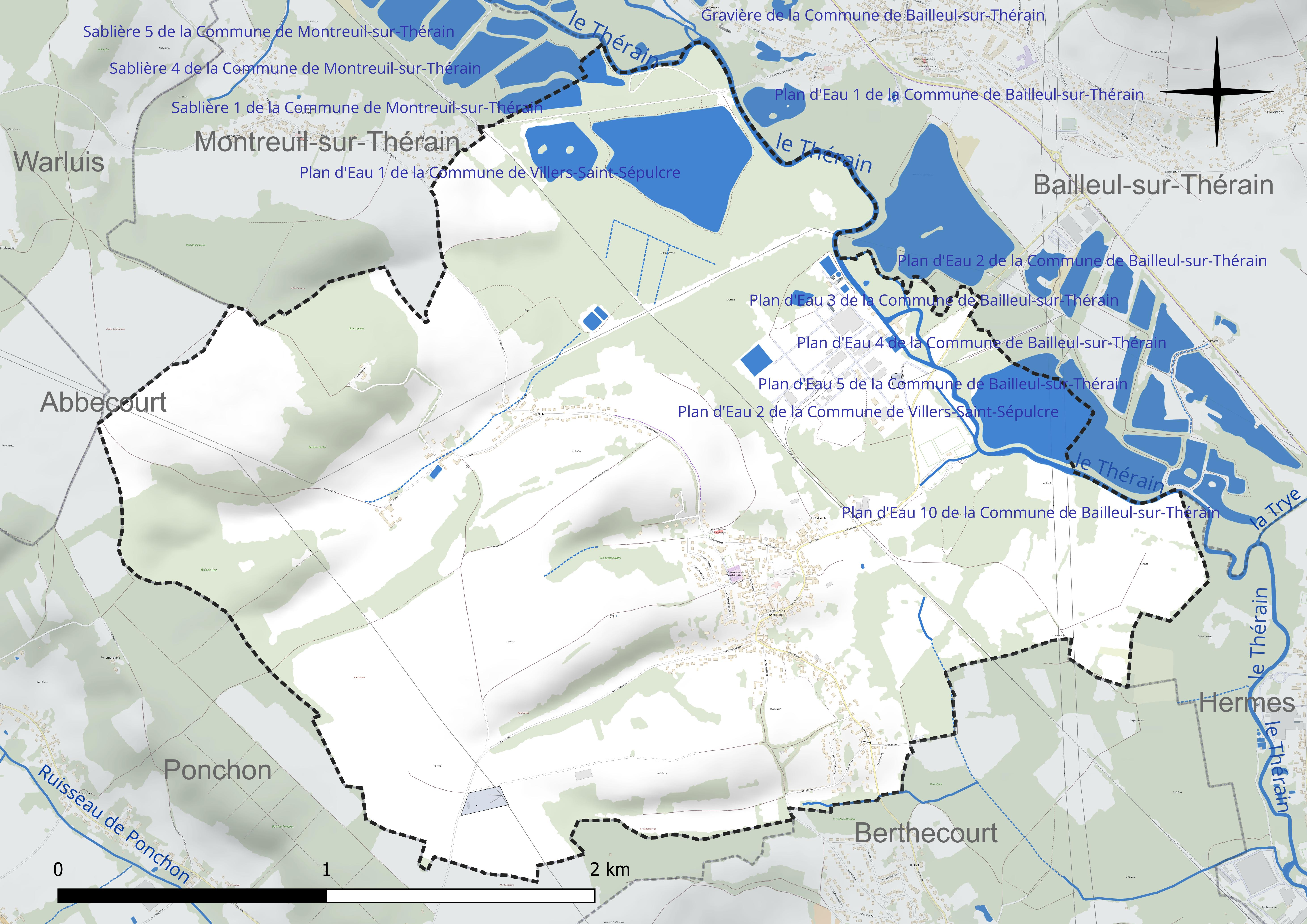
Réseau hydrographique de Villers-Saint-Sépulcre.

Six plans d'eau complètent le réseau hydrographique : la sablière 1 de la commune de Montreuil-sur-Thérain, d'une superficie totale de 2,7 ha (1,1 ha sur la commune), la sablière 2 de la commune de Montreuil-sur-Thérain, d'une superficie totale de 4,3 ha (1,1 ha sur la commune), le plan d'eau 1 de la commune de Villers-Saint-Sépulcre (17,1 ha), le plan d'eau 11 de la commune de Bailleul-sur-Thérain, d'une superficie totale de 17,5 ha (0 ha sur la commune), le plan d'eau 2 de la commune de Villers-Saint-Sépulcre, d'une superficie totale de 18,3 ha (10,7 ha sur la commune) et le plan d'eau 3 de la commune de Villers-Saint-Sépulcre (4,2 ha),.

#### Gestion et qualité des eaux
Le territoire communal est couvert par le schéma d'aménagement et de gestion des eaux (SAGE) « Sensée ». Ce document de planification concerne un territoire de 1 219 km2 de superficie, délimité par le bassin versant du Thérain. Le périmètre a été arrêté le 27 janvier 2023 et le SAGE proprement dit est, en 2024, en cours d'élaboration. La structure porteuse de l'élaboration et de la mise en œuvre est le syndicat intercommunal de la Vallée du Thérain (SIVT). 
La qualité des cours d'eau peut être consultée sur un site dédié géré par les agences de l'eau et l'Agence française pour la biodiversité. 

### Climat
Pour des articles plus généraux, voir Climat des Hauts-de-France et Climat de l'Oise.
En 2010, le climat de la commune est de type climat océanique dégradé des plaines du Centre et du Nord, selon une étude du CNRS s'appuyant sur une série de données couvrant la période 1971-2000. En 2020, Météo-France publie une typologie des climats de la France métropolitaine dans laquelle la commune est exposée à un climat océanique et est dans la région climatique  Nord-est du bassin Parisien, caractérisée par un ensoleillement médiocre, une pluviométrie moyenne régulièrement répartie au cours de l'année et un hiver froid (3 °C). 
Pour la période 1971-2000, la température annuelle moyenne est de 10,7 °C, avec une amplitude thermique annuelle de 14,7 °C. Le cumul annuel moyen de précipitations est de 665 mm, avec 10,3 jours de précipitations en janvier et 7,9 jours en juillet. Pour la période 1991-2020, la température moyenne annuelle observée sur la station météorologique la plus proche, située sur la commune de Tillé à 13 km à vol d'oiseau, est de 11,0 °C et le cumul annuel moyen de précipitations est de 655,5 mm,. Pour l'avenir, les paramètres climatiques de la commune estimés pour 2050 selon différents scénarios d'émission de gaz à effet de serre sont consultables sur un site dédié publié par Météo-France en novembre 2022.

## Urbanisme

### Typologie
Au 1er janvier 2024, Villers-Saint-Sépulcre est catégorisée bourg rural, selon la nouvelle grille communale de densité à sept niveaux définie par l'Insee en 2022.
Elle appartient à l'unité urbaine de Hermes, une agglomération intra-départementale regroupant trois  communes, dont elle est une commune de la banlieue,,. Par ailleurs la commune fait partie de l'aire d'attraction de Paris, dont elle est une commune de la couronne,. Cette aire regroupe 1 929 communes,.

### Occupation des sols
L'occupation des sols de la commune, telle qu'elle ressort de la base de données européenne d'occupation biophysique des sols Corine Land Cover (CLC), est marquée par l'importance des territoires agricoles (54,7 % en 2018), en diminution par rapport à 1990 (55,7 %). La répartition détaillée en 2018 est la suivante : 
terres arables (33,4 %), forêts (27,6 %), prairies (13,1 %), zones agricoles hétérogènes (8,3 %), eaux continentales (6,3 %), zones urbanisées (5,7 %), zones industrielles ou commerciales et réseaux de communication (4,6 %), milieux à végétation arbustive et/ou herbacée (1,1 %). L'évolution de l'occupation des sols de la commune et de ses infrastructures peut être observée sur les différentes représentations cartographiques du territoire : la carte de Cassini (XVIIIe siècle), la carte d'état-major (1820-1866) et les cartes ou photos aériennes de l'IGN pour la période actuelle (1950 à aujourd'hui).

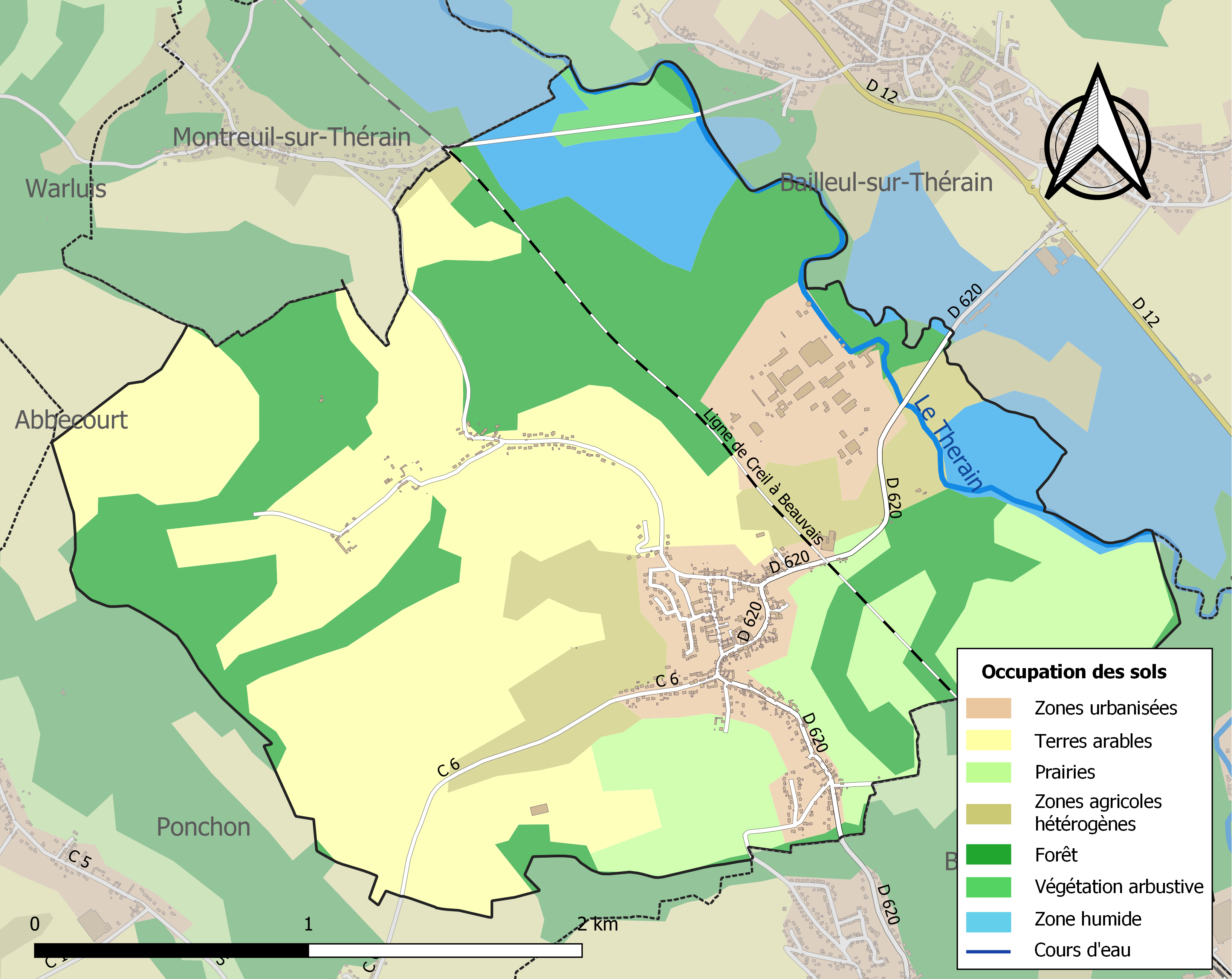
Carte des infrastructures et de l'occupation des sols de la commune en 2018 (CLC).

### Voies de communication et transports
La gare de Villers-Saint-Sépulcre est desservie par des trains TER Hauts-de-France de la relation P32 effectuant des missions entre les gares de Beauvais et de Creil.
La commune est desservie, en 2023, par les lignes 6101, 6143 et 6344 du réseau interurbain de l'Oise.

## Toponymie
Le nom de la localité est attesté sous les formes Sanctum Sepulchrum de Villaribus (1060) ; Villare sancti Sepulchri (1060) ; et ecclesiam sancti sepulchri de Villari (1134) ; Villare (1152) ; Villaris (1152) ; in Vilers (1164) ; Sancti Sepulchri de Villari (1164) ; Villers sancti Sepulchri (1170) ; ecclesiam Sepulchri de Villaribus (1178) ; eccl. Si Sepulchri de Villaribus (1190) ; Villare sancti sepulcri (1237) ; Hugone de sancto Sepulchro (1240) ; eccl. Si Sepulcri de Villers (1250) ; Vilers saint Sepulcre (1259) ; Villers saint Sepulchre (1303) ; Villers Saint Sepulcre (1454) ; Villiers sainct Sepulchre (1570) ; Villiers sainct Sepulcre (1570) ; Villers Saint Sepulcre (1628) ; Villers Sainct Sepulchre (1641) ; Villers sur Thérain (1776) ; Villers-Coteaux (1794) ; Villers-Saint-Sépulcre (1840).

Le toponyme de Villers-Saint-Sépulcre provient de Villare sancti Sepulchri, terme latin qui signifie la ferme, le domaine du saint Sépulcre. En effet, Lancelin, seigneur de Beauvais, aurait rapporté en 1060 d'un pèlerinage en Terre Sainte un fragment du tombeau du Christ, le saint Sépulcre. Cette relique a été déposée dans un prieuré de l'abbaye Saint-Germer-de-Fly, qui constitue l'origine du village actuel, et qui a été supprimé en 1760 par Étienne-René Potier de Gesvres, cardinal de Gesvres.
Durant la Révolution, la commune porte le nom de Villers-Coteaux.

## Histoire
Le lieu était occupé dès le néolithique, ainsi qu'en témoigne l'existence du dolmen de la Pierre aux Fées
En 1202, messire Goramus, chapelain de Merlemont et Pierre Doyen de Hermes interviennent dans une querelle entre les habitants de Merlemont (aujourd'hui hameau de Warluis) et les religieux de Froidmont (hameau de Bailleul-sur-Thérain), à propos du droit de passage dans la ruelle aux Vacques.[réf. nécessaire]
La commune, créée lors de la Révolution française, absorbe fugacement de 1826 et 1832 celle de Montreuil-sur-Thérain, avant qu'elle ne recouvre son autonomie communale.
Époque contemporaine
Au XIXe siècle et au début du XXe siècle, une partie de l'activité économique du village était constituée par un moulin à eau sur le Thérain, une fabrique de bâtons ronds et de la fabrication de tabletterie. En 1934, on comptait cinq cafés
Une usine chimique est créée en 1880 par Ugine Kuhlmann. Durant la Première Guerre mondiale, elle produit des gaz asphyxiants aux armées alliées.
Lors de la Seconde Guerre mondiale, en 1942, l'usine produit du Zyklon B qui aurait été fourni au Reich pour exterminer les juifs,,. Après la guerre, elle produit du plastique ABS (acrylonitrile butadiène styrène). Quelques mois après son rachat par le groupe saoudien SABIC, l'usine Innovative Plastic (168 salariés) ferme, le 31 mars 2008, du fait d'un manque de compétitivité. Elle était lourdement déficitaire depuis 2003, alors qu'elle appartenait encore à General Electric qui en hérite après la restructuration de PUK (Péchiney - Ugine - Kuhlmann). Cette usine recevait un train par jour et en expédiait un autre, fournissant ainsi une grande partie du trafic fret sur la ligne de Creil à Beauvais[réf. nécessaire]. Un projet multifilière (tri, méthanisation et incinération)  envisagé en 2009 par  l'ex-Symove afin d'y traiter des ordures ménagères résiduelles (OMR) dans la perspective de la fermeture du centre d'enfouissement de Bailleul-sur-Thérain, contesté notamment par l'association ACCIDE[réf. nécessaire], est abandonné en 2013.
En 1974, la relique du Saint-Sépulcre fut volée.

## Politique et administration

### Rattachements administratifs et électoraux
La commune se trouve dans l'arrondissement de Beauvais du département de l'Oise. Pour l'élection des députés, elle fait partie de la deuxième circonscription de l'Oise.
Elle fait partie depuis 1801 du canton de Noailles. Dans le cadre du redécoupage cantonal de 2014 en France, la commune est intégrée au canton de Chaumont-en-Vexin

### Intercommunalité
La commune était membre de la communauté de communes du pays de Thelle (CCPT).
Dans le cadre des dispositions de la loi portant nouvelle organisation territoriale de la République (Loi NOTRe) du 7 août 2015, qui prévoit que les établissements publics de coopération intercommunale (EPCI) à fiscalité propre doivent avoir un minimum de 15 000 habitants, le préfet de l'Oise a publié en octobre 2015 un projet de nouveau schéma départemental de coopération intercommunale, qui prévoit la fusion de plusieurs intercommunalités, et en particulier  de la communauté de communes du Pays de Thelle et de la communauté de communes la Ruraloise, formant ainsi une intercommunalité de 42 communes et de 59 626 habitants,.
La nouvelle intercommunalité, dont est membre la commune et dénommée communauté de communes Thelloise, est créée par un arrêté préfectoral du 30 novembre 2016 qui a pris effet le 1er janvier 2017.

### Liste des maires

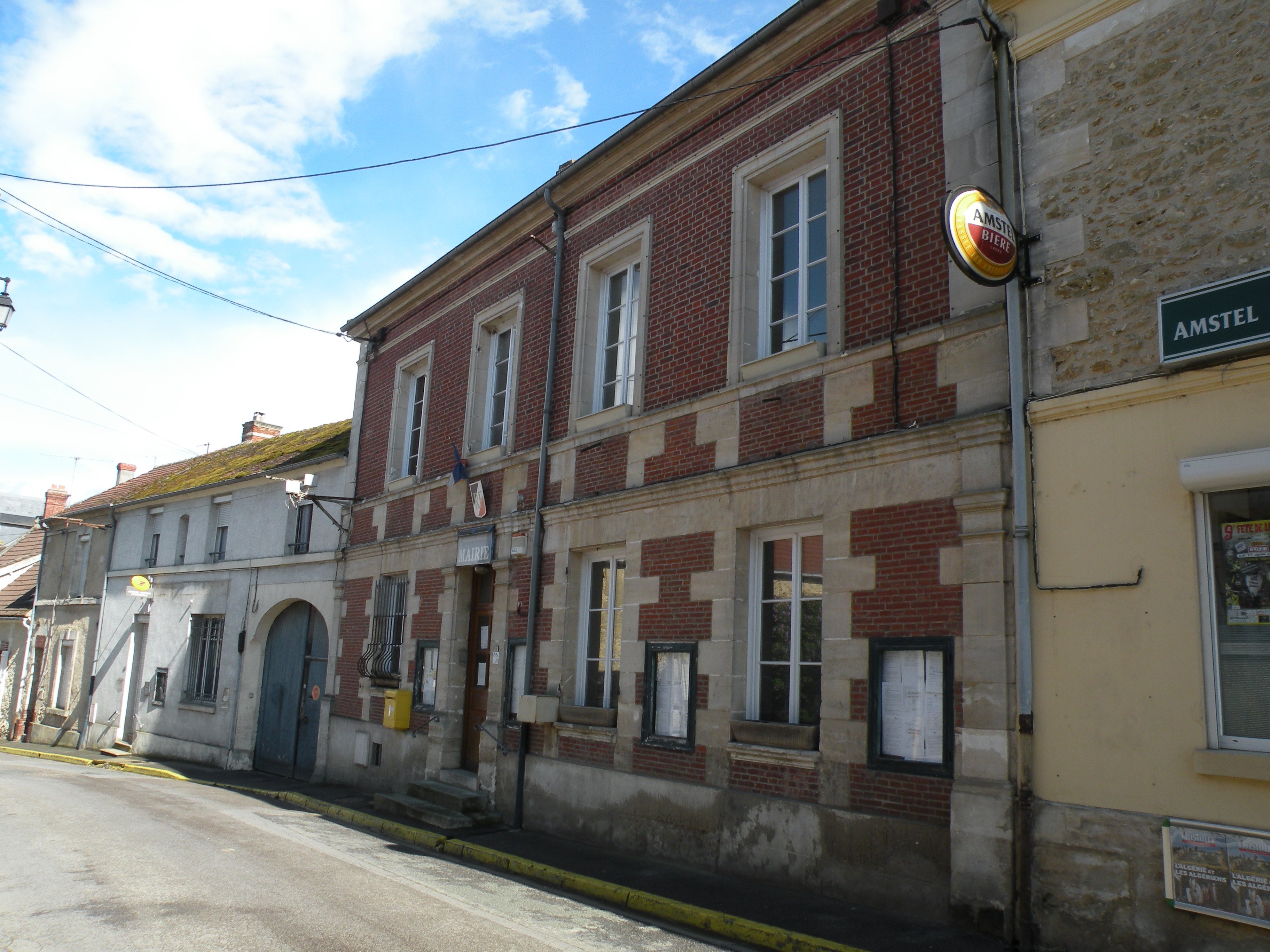
L'ancienne mairie.

| Période                                  | Période                   | Identité       | Étiquette | Qualité |
| ---------------------------------------- | ------------------------- | -------------- | --------- | ------- |
| Les données manquantes sont à compléter. |                           |                |           |         |
| mars 1989                                | 2014                      | Germain Pestel |           |         |
| 2014,                                    | En cours (au 7 juin 2018) | Pascal Wawrin  |           |         |

### Politique environnementale
La commune renvoie ses eaux usées sur la station d'épuration de Hermes, gérée par le Syndicat intercommunal de la vallée du Thérain, et qui traite les effluents de Berthecourt, Hermes, Mortefontaine-en-Thelle, Noailles, Novillers, Ponchon, Sainte-Geneviève et Villers-Saint-Sépulcre. Cette station a une capacité de 20 000 équivalents- habitants.

## Population et société

### Démographie

#### Évolution démographique
L'évolution du nombre d'habitants est connue à travers les recensements de la population effectués dans la commune depuis 1793. Pour les communes de moins de 10 000 habitants, une enquête de recensement portant sur toute la population est réalisée tous les cinq ans, les populations de référence des années intermédiaires étant quant à elles estimées par interpolation ou extrapolation. Pour la commune, le premier recensement exhaustif entrant dans le cadre du nouveau dispositif a été réalisé en 2007.

En 2022, la commune comptait 981 habitants, en évolution de +0,1 % par rapport à 2016 (Oise : +0,87 %, France hors Mayotte : +2,11 %).
| 1793 | 1800 | 1806 | 1821 | 1831 | 1836 | 1841 | 1846 | 1851 |
| ---- | ---- | ---- | ---- | ---- | ---- | ---- | ---- | ---- |
| 425  | 386  | 449  | 438  | 538  | 391  | 403  | 405  | 395  |

| 1856 | 1861 | 1866 | 1872 | 1876 | 1881 | 1886 | 1891 | 1896 |
| ---- | ---- | ---- | ---- | ---- | ---- | ---- | ---- | ---- |
| 387  | 469  | 462  | 426  | 432  | 438  | 451  | 507  | 514  |

| 1901 | 1906 | 1911 | 1921 | 1926 | 1931 | 1936 | 1946 | 1954 |
| ---- | ---- | ---- | ---- | ---- | ---- | ---- | ---- | ---- |
| 506  | 519  | 544  | 464  | 552  | 505  | 508  | 517  | 541  |

| 1962 | 1968 | 1975 | 1982 | 1990 | 1999 | 2006 | 2007 | 2012 |
| ---- | ---- | ---- | ---- | ---- | ---- | ---- | ---- | ---- |
| 632  | 661  | 648  | 729  | 828  | 868  | 865  | 866  | 954  |

| 2017  | 2022 | - | - | - | - | - | - | - |
| ----- | ---- | - | - | - | - | - | - | - |
| 1 002 | 981  | - | - | - | - | - | - | - |

#### Pyramide des âges
La population de la commune est relativement jeune.
En 2018, le taux de personnes d'un âge inférieur à 30 ans s'élève à 38,6 %, soit au-dessus de la moyenne départementale (37,3 %). À l'inverse, le taux de personnes d'âge supérieur à 60 ans est de 19,4 % la même année, alors qu'il est de 22,8 % au niveau départemental.
En 2018, la commune comptait 514 hommes pour 493 femmes, soit un taux de 51,04 % d'hommes, largement supérieur au taux départemental (48,89 %).
Les pyramides des âges de la commune et du département s'établissent comme suit.
| Hommes | Classe d’âge | Femmes |
| ------ | ------------ | ------ |
| 0,0    | 90 ou +      | 0,6    |
| 4,4    | 75-89 ans    | 6,2    |
| 13,2   | 60-74 ans    | 14,5   |
| 18,3   | 45-59 ans    | 20,5   |
| 24,3   | 30-44 ans    | 20,7   |
| 15,9   | 15-29 ans    | 15,1   |
| 23,9   | 0-14 ans     | 22,4   |

| Hommes | Classe d’âge | Femmes |
| ------ | ------------ | ------ |
| 0,5    | 90 ou +      | 1,4    |
| 5,5    | 75-89 ans    | 7,6    |
| 15,6   | 60-74 ans    | 16,3   |
| 20,8   | 45-59 ans    | 20     |
| 19,4   | 30-44 ans    | 19,4   |
| 17,6   | 15-29 ans    | 16,2   |
| 20,6   | 0-14 ans     | 19,1   |

### Enseignement
La commune compte en 2016 une école primaire et maternelle scolarisant, à la rentrée 2016, 112 élèves, un accueil périscolaire géré par un syndicat intercommunal. L'école maternelle date de 2012, et l'école primaire, qui date des années 1980, fait l'objet, à partir de 2016, de travaux pour améliorer son accessibilité aux personnes handicapées.

### Culture
Une médiathèque est installée dans la commune.

## Économie
Le village compte en 2016 plusieurs entreprises, dont Novafloor (plastiques), Delaunay (acoustique), une couturière, un coiffeur, une ferme.
Le boulanger de Ponchon fait une tournée de pain dans le village.
L'ancien site industriel de l'usine chimique, pollué aux cyanures, aux hydrocarbures et au plomb et dont une zone est confinée et surveillée aux frais de l'État, largement en friches (seules deux entreprises y sont implantées en 2018) est partiellement repris par le Syndicat mixte du département de l'Oise (SMDO) qui a succédé au SYMOVE, et qui assure la collecte et le traitement des déchets, afin d'y exploiter en 2019 une base logistique et un quai de transfert route-rail de 5 ha sur une partie du terrain dépolluée à cette occasion.
Cette installation  est destinée à charger un train quotidien de containers contenant les déchets produits dans l'ouest du département (soit 60 000 t annuelles) vers l'incinérateur de Villers-Saint-Paul situé à une trentaine de kilomètres,, grâce à un embranchement particulier sur la ligne de Creil à Beauvais.

## Culture locale et patrimoine

### Lieux et monuments

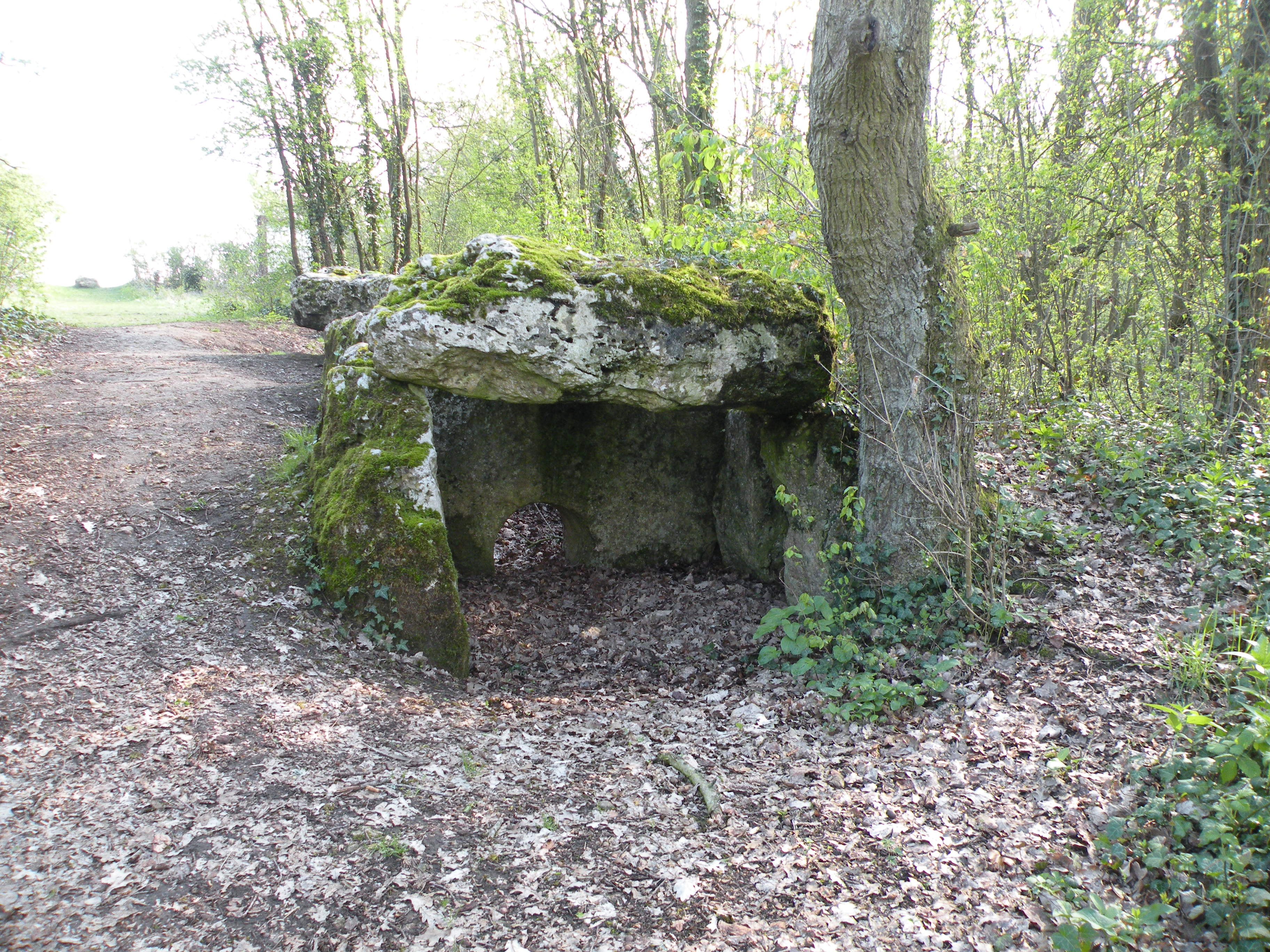
Dolmen de la Pierre aux Fées.

Villers-Saint-Sépulcre compte un monument historique sur son territoire, le dolmen de la Pierre aux Fées) : monument mégalithique (allée couverte).
On peut également noter :
- Église Saint-Martin des XIIe, XIIIe et XVIe siècles.
- Croix des malades, monument en pierre de l'époque de la Renaissance, cachée pendant la Révolution française et ré-érigée en 1807 à l'entrée du village[20].

### Personnalités liées à la commune
- Ernestine Desplanque et sa mère Amélie Mergoux, habitantes du village, reconnues Justes parmi les Nations en 2014 pour avoir sauvé trois enfants juifs pendant la seconde Guerre mondiale. La place de Villers-Saint-Sépulcre porte leur nom depuis 2016[44],[45].

### Héraldique
| Armes de Villers-Saint-Sépulcre | Les armes de Villers-Saint-Sépulcre se blasonnent ainsi : D'or à une croix de gueules, au chef d'azur |